# Ruchome piaski (singel)
Ruchome piaski – utwór muzyczny zespołu Varius Manx, wydany w 1997 i wykorzystany w ścieżce dźwiękowej do filmu Nocne graffiti. Autorami piosenki są Andrzej Ignatowski i Robert Janson. W nagraniach gościnnie wzięły udział wokalistki zespołu De Su.
Piosenka dotarła do piątego miejsca Listy przebojów Trójki, czwartego miejsca Szczecińskiej Listy Przebojów i drugiego miejsca Listy Wietrznego Radia.
Utwór został wykorzystany również w ścieżce dźwiękowej serialu Teraz albo nigdy!.

## Twórcy
- Wokal: Kasia Stankiewicz
- Chórki: De Su
- Bas: Michał Marciniak
- Flet: Dima Chaaback
- Gitara: Michał Grymuza
- Tekst: Andrzej Ignatowski
- Opanowanie: Michał Przytuła
- Muzyka: Robert Janson
- Perkusja: Sławek Romanowski
- Programowanie: Robert Janson, Wojciech Wójcicki
- Saksofon: Rafał Kokot[1]